# Band Aid II
Band Aid II var namnet på den konstellation som 1989 gjorde en nyinspelning av Band Aids låt "Do They Know It's Christmas?".
Konstellationen bildades för att fira femårsjubileet av Band Aid, och den framgångsrika, brittiska producenttrion Stock Aitken Waterman stod bakom produktionen, vilket också förklarar att många av de artister som förekom på inspelningen var hämtade från deras stall av artister.

## Medlemmar
- Keren Woodward (från Bananarama)
- Sarah Dallin (från Bananarama)
- Big Fun
- Bros
- Cathy Dennis
- D-Mob
- Jason Donovan
- Kevin Godley (från 10cc)
- Glen Goldsmith
- Kylie Minogue
- The Pasadenas
- Chris Rea
- Cliff Richard
- Jimmy Somerville
- Sonia
- Lisa Stansfield
- Technotronic
- Wet Wet Wet